# 中川村 (神奈川県鎌倉郡)
中川村（なかがわむら）は、1889年（明治22年）4月1日から1939年（昭和14年）4月1日まで存在した神奈川県鎌倉郡の村。

## 概要
神奈川県鎌倉郡北部の村。現在の神奈川県横浜市戸塚区、瀬谷区、泉区にまたがる。

## 歴史

### 沿革
- 1889年（明治22年）4月1日 - 町村制の施行により、阿久和村、岡津村、上矢部村、名瀬村、秋葉村が合併して成立。
- 1939年（昭和14年）4月1日 - 横浜市に編入。同日中川村廃止。同日に設置された戸塚区の一部となる。旧阿久和村は阿久和町、新橋町に分割される。
- 1969年（昭和44年）10月1日 - 横浜市戸塚区から旧瀬谷村の全域と旧中川村の一部（阿久和町）が分区し、瀬谷区を設置。旧阿久和村は瀬谷区阿久和町、戸塚区新橋町に分かれる。
- 1986年（昭和61年）11月3日 - 横浜市戸塚区から中和田支所（吏員派出所）の管轄区域が分区し、泉区を設置。旧村域の一部（新橋町、岡津町）が泉区となる。

## 交通

### 鉄道路線
相鉄本線の三ツ境駅。相鉄いずみ野線の緑園都市駅、弥生台駅は、当時は未開業。南東部を東海道本線がかすめるが、現在に至るまで駅はない。

### 道路
横浜新道の戸塚パーキングエリア、上矢部インターチェンジが旧村域内に所在するが、当時は未開通。

## 現在の町名
いずれも大体の範囲。
横浜市戸塚区
- 上矢部町、名瀬町、秋葉町

横浜市瀬谷区
- 阿久和西、阿久和東、阿久和南、三ツ境

横浜市泉区
- 岡津町、新橋町、弥生台、緑園、池の谷、桂坂、白百合